# کشتی کیو

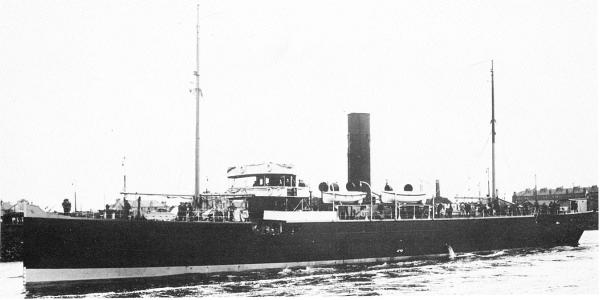
اچ‌ام‌اس تامریسک، کشتی کیو بریتانیایی

کشتی کیو (به انگلیسی: Q-ship) که در آلمان به آن «تله‌او-بوت» (به آلمانی: U-Boot-Falle) گفته می‌شد، گونه‌ای کشتی تجاری به شدت مسلح با تسلیحات مخفی بود که جهت فریب زیردریایی‌ها جهت انجام حمله در سطح طراحی شده بود.
نیروی دریایی امپراتوری آلمان و نیروی دریایی بریتانیا از این گونه کشتی در جنگ جهانی اول و جنگ جهانی دوم استفاده کردند.